# Carlos Sampaio Garrido

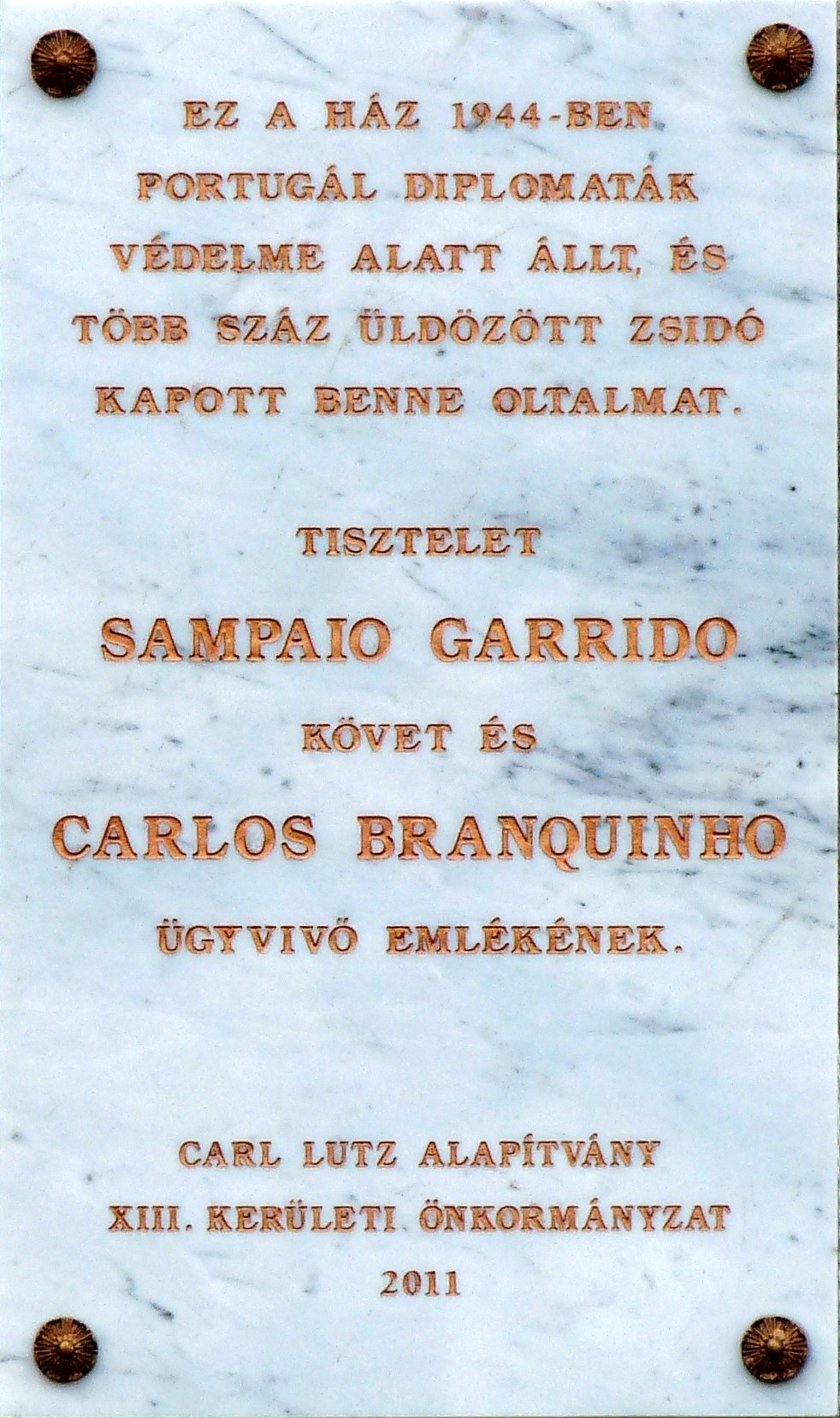
Gedenkplakette an der ehemaligen portugiesischen Botschaft in Ungarn, an der Sampaio Garrido als Botschafter tätig war

Carlos de Almeida Fonseca Sampaio Garrido (* 5. April 1883 in Portugal; † April 1960) war ein portugiesischer Diplomat und Judenretter, der in Ungarn rund 1000 Juden das Leben rettete und ein Gerechter unter den Völkern ist. Er war Botschafter Portugals in Ungarn von 1939 bis 1944.

## Leben
Im Oktober 1939 wurde Carlos Sampaio Garrido zum Botschafter Portugals in Ungarn ernannt. Portugal war eines der fünf neutralen Länder, gleichwohl es selbst semi-faschistisch von Diktator Salazar regiert wurde. Die Gebäude der Botschaft befanden sich rund 60 km von Budapest entfernt, in Galgayörk. Garrido begann, nachdem die Verfolgungen der Juden in Ungarn eingesetzt hatten, Juden in den Räumen der Botschaft unterkommen zu lassen. Die Regierung von Portugal hatte er allerdings über diese Maßnahme nicht informiert. Er selbst lehnte die Verfolgung der Juden strikt ab. In der Botschaft konnten insgesamt rund zwölf Personen heimlich versteckt werden, darunter auch einige Familienangehörige von Zsa Zsa Gabor, so deren ältere Schwester, die Schauspielerin Magda Gabor, die die Sekretärin von Garrido wurde und angeblich ein Verhältnis mit ihm hatte.
Am 28. April 1944, gegen 5 Uhr morgens, rückte eine Delegation der ungarischen Gestapo an, um eine Hausdurchsuchung durchführen zu lassen. Der Botschafter versuchte mit körperlichem Einsatz und der Hilfe seiner Mitarbeiter, die Gestapo-Mitglieder am Betreten des Gebäudes zu hindern, was ihm jedoch nicht gelang. Alle dort befindlichen Juden wurden inklusive des Botschafters verhaftet und nach Budapest verfrachtet. Dort wurde auch der Botschafter umfangreichen Verhören ausgesetzt. Er hielt aber den Drohungen und Schreiereien der Gestapo stand und rückte von seinem Standpunkt nicht ab. Im Gegenteil, er verlangte die sofortige Freilassung aller Juden aus der Botschaft, da diese sich auf portugiesischem Territorium befunden hätten, und forderte eine persönliche Entschuldigung an ihn sowie durch die Autoritäten an den portugiesischen Staat. Außerdem verwies er auf seinen Status als Botschafter und damit Vertreter des Staatspräsidenten der Portugiesischen Republik und den exterritorialen Status des Botschaftsgebäudes. Trotz der immensen Selbstverteidigung des Diplomaten gelang es ihm nicht, die Befreiung der Juden durchzusetzen. Die ungarische Regierung bzw. die deutsche Besatzungsregierung erklärte ihn zur Persona non grata und legte ihm nahe, das Land innerhalb von zwei Tagen zu verlassen, was er dann auch tat.
Zunächst ging er nach Portugal zurück. Er nahm seine Sekretärin, die Schwester von Zsa Zsa Gabor, mit und rettete ihr damit das Leben. Portugals Diktator Salazar versetzte ihn an die portugiesische Botschaft in der Schweiz. Auch von dort versuchte er, viele Juden in Ungarn zu retten. Er hatte Listen aus Ungarn mitgenommen, auf denen Namen standen von Juden, die um Asyl oder Schutz Portugals angefragt hatten. Salazar erließ schließlich eine Verfügung, nach der alle Juden, die „irgendetwas mit Portugal zu tun haben“, sprich familiäre, wirtschaftliche oder kulturelle Verbindungen dorthin hatten, Pässe ausgestellt bekommen können. Tatsächlich hätte das nur ein paar Dutzend Juden betroffen, in Wahrheit gewährten Garrido und der als der Nachfolger von Garrido eingesetzte Gesandte, Alberto Carlos de Liz Teixeira Branquinho (1902–1973), rund 1000 ungarischen Juden einen portugiesischen Pass, was ihnen die sichere Ausreise und ein Weiterreisen nach Übersee über Portugal ermöglichte. Teixeira Branquinho führte im Auftrag von Garrido diese Praxis fort.
Über das weitere Schicksal des 1960 verstorbenen Diplomaten nach dem Krieg ist bisher nichts bekannt. Garrido war verheiratet und Vater von fünf Kindern. Er wurde am 2. Februar 2010 zum erst zweiten Portugiesen als „Gerechter unter den Völkern“ in Yad Vashem ernannt. Vieles aus dem Leben und Wirken des Diplomaten muss die Forschung in Zukunft noch zu Tage fördern. Sein Fall ist vergleichbar mit dem des portugiesischen Diplomaten Aristides de Sousa Mendes, der als Konsul von Bordeaux rund 30.000 Menschen auf die gleiche Weise das Leben rettete.